# Joel Wilfrido Flores Villegas
Joel Wilfrido Flores Villegas (Totontepec Villa de Morelos, Oaxaca, 1941) es un músico y compositor mexicano de música de banda tradicional oaxaqueña.

## Semblanza biográfica
Es de ascendencia mixe, durante su infancia se dedicó a las labores del campo sembrando maíz, frijoles y cañas. Asimismo, se dedicó a abastecer los comercios locales de su lugar natal como arriero. Su gusto musical comenzó a los 10 años de edad, aprendió solfeo con Manuel Alcántara Fernández, participó en la banda municipal durante cinco años. Sin embargo, emigró a la ciudad de Oaxaca de Juárez para conseguir trabajo y posteriormente a la Ciudad de México en donde laboró en una merecería, en una tienda de telas y, desde 1966, para el Servicio Postal Mexicano. Se estableció en Ciudad Nezahualcóyotl, Estado de México, a principios de la década de 1960, después de 20 años finalmente logró fundar y dirigir la Banda Mixe de Oaxaca. 
Se le conoce como el Platillero de Totontepec porque comenzó tocando los platillos y más tarde la tarola. La banda fue creciendo poco a poco hasta alcanzar a tener 30 elementos, ha grabado 39 cassettes, 12 discos LP y 7 discos compactos. La banda ha ofrecido conciertos en el Castillo de Chapultepec, en el Centro Escultórico de la Universidad Nacional Autónoma de México, en la Sala Nezahualcóyotl y en el Museo Nacional de Antropología.
Con su banda interpreta algunas canciones que tienen 150 años de antigüedad y otras piezas típicas oaxaqueñas como “La martiniana” de Andrés Henestrosa, “La sandunga”, “La petrona”, “Pinotepa” de Álvaro Carrillo, “Naela” y “Emperatriz” de Jesús Rasgado, “Dios nunca muere” de Macedonio Alcalá y la “Canción mixteca” de José López Alavez, aunque también baladas románticas como “Solamente una vez” de Agustín Lara, “Respeta mi dolor” de María Greever, “Un viejo amor” de Alfonso Esparza Oteo y “Cerca del mar” de Ezequiel Cisneros Cárdenas. Por su parte, ha compuesto alrededor de una docena de canciones, boleros, marchas, sones, cumbias y peteneras. Adicionalmente, ha sido promotor de la gastronomía, las artesanías y las danzas tradicionales oaxaqueñas.

## Premios y distinciones
- Premio Nacional de Ciencias y Artes en el área de Artes y Tradiciones Populares otorgado por la Secretaría de Educación Pública en 2000.